# Черенцево
Черенцево (рос. Черенцево) — присілок у Кіриському районі Ленінградської області Російської Федерації.
Населення становить 39 осіб. Належить до муніципального утворення Глажевське сільське поселення.

## Історія
Згідно із законом від 1 вересня 2004 року № 49-оз органом  місцевого самоврядування є Глажевське сільське поселення.

## Населення
| 1838 | 1862 | 1885 | 1939 | 1965 | 1997 | 2002 |
| ---- | ---- | ---- | ---- | ---- | ---- | ---- |
| 330  | ↗386 | ↗460 | ↗727 | ↘177 | ↘57  | ↘40  |
| 2007 | 2010 | 2017 |      |      |      |      |
| ↗52  | ↘30  | ↗39  |      |      |      |      |